# Zuberský vrch (rozhledna)
Zuberský vrch je rozhledna, která se nachází na stejnojmenném kopci v Železných horách u osady Zubří, 1,5 km jihozápadně od Trhové Kamenice v okrese Chrudim.

## Historie
Plány na vybudování rozhledny se poprvé objevily v roce 2001, kdy mobilní operátoři přišli s požadavkem k vybudování věže v tomto regionu k posílení signálu. Během jednání se došlo k dalším požadavkům. Správa CHKO Železné hory požadovala vybudování jedné stavby, na které by byly umístěny zařízení všech tří operátorů a zároveň aby nenarušovala ráz krajiny. Vedení obce Trhové Kamenice, která pozemky vlastní, požadovala, aby součástí stožáru byla i vyhlídková plošina přístupná pro veřejnost. Stavba měla být hotova již v říjnu 2001, ale po stížnostech ochránců přírody bylo územní řízení pozastaveno a celá stavba se tak zpozdila. K vybudování rozhledny v současné, kompromisní podobě tak došlo až v období od února do dubna 2003 a turistům poskytuje výhled především na Železné hory a Žďárské vrchy.
Rozhledna byla otevřena 5. června 2004. Má ocelovou konstrukci, obloženou dřevěným pláštěm. Je vysoká 55 metrů a má jednu vyhlídkovou plošinu, umístěnou ve výšce 38 m, na kterou lze vystoupat po 182 schodech. Slouží také jako základová stanice mobilního signálu. Majitelem rozhledny je mobilní operátor Oscar a. s., ale provozuje ji obec Trhová Kamenice.
Je zde umístěna turistická známka TZ No. 1095 – Rozhledna na Zuberském kopci u Trhové Kamenice.